# 勝負
勝負 (しょうぶ、fight) とは、競争や対戦において、相手と競い合って勝敗を決することである。あるいは、より広い意味で、利益を追求したり心身の健康を保とうとするなど、とある目的を達成しようとする試みを全般的に指す場合もある。
人類史においては、古来から世界中で様々な分野で勝負が行われてきた。

## 概要
勝負は、人間の本能的な競争心や勝利欲と深く結びついており、歴史上さまざまな形で表れてきた。古代ギリシャのオリンピック競技やローマの剣闘士闘技、日本の武士の礼法や武芸の試合など、古代から様々な形態で勝負が行われてきた。これらの勝負は、時には名誉や権力、または生存や生活をかけたものであることが多かった。
日本では、武士道精神や武道が文化的な要素として深く根付いており、相手との勝負は技量や精神力を試す場として捉えられてきた。剣道や弓道、相撲などの武道は、勝負の場としてだけでなく、人間性や心身の鍛錬の手段としても尊重されてきた。
現代社会においても勝負の概念は様々な分野で見られる。スポーツ競技やビジネス、学術、芸術などあらゆる領域で競争が行われ、勝負によって成果や評価が決定されることがある。特にビジネスの世界では、市場競争や企業間の戦略的な争いが激しく、勝負の結果が企業の存亡に影響を与えることもある。
また、政治においても勝負の要素が大きい。選挙に立候補して当選を目指すことは、候補者が自身の政治的なビジョンや理念を訴え、有権者の支持を得るための一種の勝負である。選挙戦では、候補者や政党が政策や認知度を競い合い、有権者の信任を勝ち取ることが求められる。
さらに、経済活動における投資も一種の勝負と捉えることができる。成長しそうな企業の株を買い、将来の利益を狙うことは、投資家が市場の変動やリスクを乗り越えて収益を得るための勝負である。

## 勝負の例
勝負は以下のようなものが考えられ、多岐にわたる。
- 国家が他国に対し兵器を用いて軍事的に闘い合う戦争。
- スポーツ競技における試合や大会での競争。
- 囲碁、将棋、麻雀などの室内遊戯における対局。
- 株式市場で、成長しそうな企業の株式に投資し、利益を狙うこと。
- ビジネス界における自由市場での売上競争や営利事業。
- 政治における選挙に立候補し、投票による得票数を競い当選を争うこと。
- 刑事事件で、逃げる犯人と、それを追い逮捕しようとする警察の対立。
- 裁判所での訴訟における証拠提出や弁論に基づいた司法判決。
- 入学試験や資格試験において学力を競い合否を争う選考。
- 学術界や研究分野における論文審査や学術的な議論。
- 発明をして特許を取得すること[8]。
- 就職活動やオーディションにおける内定を争った選考。
- 芸術や文化活動におけるコンテストや賞レースによる競争。
- 恋愛において、意中の相手の気を引こうとすること[9]。勝負服なども参照。
- 怪我や病気を治療すること。あるいは、怪我や病気の予防に努め、心身の健康を保つこと[10]。

## 勝負の意義
勝負には、個人や組織の能力や資質を試すだけでなく、人間関係や社会の在り方にも深い意義がある。勝負においては、相手との競争や対立を通じて自己の成長や発展を図ることができる。また、勝負を通じて得られる勝利や敗北は、人間の成長や学びの機会となることが多い。
勝負は社会における競争原理の一形態であり、資源や権力の配分を決定するメカニズムとして機能している。健全な競争は社会全体の活性化や進化を促し、イノベーションや発展の源となることがある。しかし、公正なルールや倫理的な規範を守らない勝負は、社会の不均衡や不公正を生み出す恐れがあるため、公正さや倫理性を重んじることが重要である。

## 勝負の弊害と敗者への保障
勝負の概念は、競争や成長を促進し、人々に刺激を与える重要な要素であるが、時には行き過ぎた勝負が弊害をもたらすことがある。特に、敗者に向けての保障が不十分な場合、社会の不均衡や不公正が生じる恐れがある。
- 過度な競争心によるストレス: 勝負に勝利することへの執着心が過剰になると、敗者はストレスや不安を感じることがある。社会は、心理的なサポートやカウンセリングサービスなど、敗者が適切な支援を受けられる仕組みを整備する必要がある。
- 不正な手段の使用: 勝負で不正な手段が用いられた場合、敗者に対する補償や修復が必要である。法的な措置や調査手段を活用し、公正な競争環境を保つことが重要である。
- 人間関係の悪化: 勝負に敗れた場合、敗者としての尊厳や自己価値感が傷つくことがある。社会は、敗者の尊厳を保護し、共感や理解を示す文化を育成することが重要である。
- 目標の歪み: 勝負に執着しすぎることで、敗者は本来の目標や価値を見失うことがある。敗者に対しては、再チャレンジや新たな機会を提供することで、成長と発展を促す支援が必要である。
- 心理的な負荷: 敗者は、失敗や挫折感から心理的な負荷を感じることがある。社会は、敗者に対して心理的なサポートやリハビリテーションプログラムを提供し、彼らが健康的な心理状態を維持できるよう支援する必要がある。

以上のように、行き過ぎた勝負の弊害を最小限に抑えるためには、敗者に対する適切な保障が不可欠である。社会全体が、公正さや倫理性を重んじ、勝者と敗者の双方が成長し、共に発展することを目指すべきである。